# Mertens (plaats)
Mertens is een plaats (town) in de Amerikaanse staat Texas, en valt bestuurlijk gezien onder Hill County.

## Demografie
Bij de volkstelling in 2000 werd het aantal inwoners vastgesteld op 146.
In 2006 is het aantal inwoners door het United States Census Bureau geschat op 161, een stijging van 15 (10,3%).

## Geografie
Volgens het United States Census Bureau beslaat de plaats een oppervlakte van
1,1 km², geheel bestaande uit land. Mertens ligt op ongeveer 164 m boven zeeniveau.

## Plaatsen in de nabije omgeving
De onderstaande figuur toont nabijgelegen plaatsen in een straal van 16 km rond Mertens.